# Courcelles-lès-Lens
 Courcelles-lès-Lens  es una población y comuna francesa, situada en la región de Norte-Paso de Calais, departamento de Paso de Calais, en el distrito de Lens y cantón de Leforest.

## Demografía
| 5582 | 5965 | 5874 | 5855 | 6343 | 6119 |
| Para los censos de 1962 a 1999 la población legal corresponde a la población sin duplicidades (Fuente: INSEE [Consultar]) |      |      |      |      |      |